# سید فخرالدین فخرالسادات
سیدفخرالدین فخرالسادات از سیاستمداران شیرازی بود، که در دوره نخست به عنوان نماینده شیراز در مجلس شورای ملی حضور داشت.